# مالك بن الخشخاش التميمي
مالك بن الخشخاش بن جناب بن الحارث العنبري التميمي صحابي وفد إلى النبي ﷺ مع والده الخشخاش وأخويه عبيد وقيس وأسلموا وحسن إسلامهم وكان أبوه الخشخاش من أثرياء العرب.
ومن أحفاده برز طائفة من أهل العلم فهو جد القاضي عبيد الله بن الحسن العنبري قاضي البصرة زمن الخليفة المهدي ، وجد القاضي معاذ بن معاذ العنبري قاضي البصرة زمن الخليفة هارون الرشيد. قال ابن الأثير: «الخشخاش بن جناب وفد هو وابنه مالك على النبي صل الله عليه وسلم ولهما صحبة، ولابنيه قيس وعبيد صحبة أيضاً، وكان الخشخاش من المؤلفين وكان أحدهم إذا بلغت إبله ألفاً فقأ عينها».

## نسبه
هو مالك بن الخشخاش بن جناب بن الحارث بن خلف بن الحارث بن مجفر بن كعب بن العنبر بن عمرو بن تميم بن مُر العنبري التميمي. قال ابن دريد: «وللخَشخاش عقبٌ بالبصرةِ لهم الأقدار، وقد ولي القضاء منهم جماعة، منهم: مُعاذ بن معاذٍ، وغيرُه من أهل النَّباهة والعِلم».